# Panchón

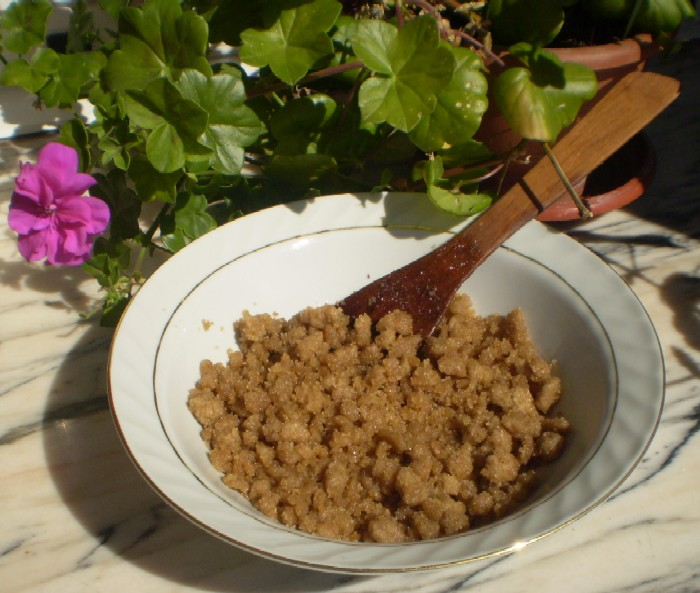
Panchón postre típico de Asturias, España

El panchón es un postre típico del concejo asturiano de Aller, donde se elabora en diferentes épocas del año, en la fiesta de Los Humanitarios de Moreda en noviembre, el día 8 de septiembre, en la fiesta de Soto de Aller o el último fin de semana de agosto en el Carmín de Felechosa. Precisamente este pueblo tiene la fama de elaborar el mejor panchón de todo el concejo de Aller.

## Ingredientes
- Harina, de trigo o escanda
- Manteca
- Azúcar o miel

## Elaboración
Para preparar este plato se elabora un bollo especial con harina de escanda, o de mezcla de escanda y trigo, que se llama pancha.
Después se desmigaja el bollo y se mezcla con manteca blanda y azúcar o miel.

## Tradición
La tradición cuenta que en los días de romería, cuando los mozos abandonaban los chigres (bares asturianos) al amanecer, iban a casa de las novias para "la pidida del panchón" (pedir panchón), costumbre que aún pervive en algunos pueblos alleranos.